# Russula subsect. Sphagnophilinae
Russula subsect. Sphagnophilinae ist eine Untersektion aus der Gattung Russula, die innerhalb der Sektion Tenellae steht.

## Merkmale
Bei den Vertretern der Untersektion handelt es sich um mittelgroße, fast robuste oder fleischige Täublinge, die häufig einen gerieften Hutrand haben. Die Arten gilben nur schwach. Sie sind ohne Geruch oder riechen schwach fruchtig, aber kaum angenehm. Der zusammendrückbare Stiel ist manchmal rosa oder rötlich überlaufen. Das Sporenpulver ist cremefarben, ocker und selten leicht gelb gefärbt, aber niemals dunkler als IVab (nach Romagnesi). Die Hüte sind sehr variabel gefärbt. Sie können violett, purpurn, rosa-fleischfarben oder grünlich gefärbt sein. Man findet die Täublinge meist unter Laubbäumen, besonders unter Birken.
Die Zystidien erreichen 80(90) µm Länge, das Taxon bildet somit einen Übergang zu Polychromae. Auch die Sporen sind recht groß und erreichen 10–11 µm oder mehr.
- Die Typart ist Russula nitida Fr. der  Milde Glanztäubling.

### Systematik
Das Taxon wird nur von Romagnesi und Bon verwendet. Bei Sarnari und Singer (zumindest in seiner neuesten Überarbeitung des Systems) fehlt das Taxon, die Arten stehen hier innerhalb der Untersektion Urentes. Molekular-genetische Arbeiten von Miller et al. konnten zeigen, dass das Taxon eine eigene Abstammungslinie bildet, die in einiger Entfernung von den anderen Untersektionen der Sektion Tenellae steht.
| Deutscher Artname                                                         | Wissenschaftlicher Artname                                   | Autor                                        |
| ------------------------------------------------------------------------- | ------------------------------------------------------------ | -------------------------------------------- |
| Braunvioletter Samttäubling                                               | Russula brunneoviolacea                                      | Crawshay (1930)                              |
| Milder Glanztäubling                                                      | Russula nitida                                               | (Pers.) Fr. (1838)                           |
| Zwergweiden-Täubling*                                                     | Russula saliceticola*                                        | (Singer) Kühner ex Knudsen & T.Borgen (1982) |
| Milder Torfmoostäubling*                                                  | Russula sphagnophila*; Syn. Russula nitida var. sphagnophila | Kauffman (1909)                              |
| Mit einem Stern (*) gekennzeichnete Arten sind nicht allgemein anerkannt. |                                                              |                                              |